# Ветвеницкий, Андрей Афанасьевич
Андре́й Афана́сьевич Ветвени́цкий,  (1824, Рудно, Санкт-Петербургская губерния — 10 [22] сентября 1883, Царское Село, Санкт-Петербургская губерния) — протоиерей Русской православной церкви, законоучитель Императорской Николаевской Царскосельской гимназии, настоятель Екатерининского собора в Царском Селе.

## Семья, образование
Родился в 1824 году в семье священника церкви села Рудно Гдовского уезда Афанасия Иванова (около 1791 — не ранее 1839). Все братья Андрея Афанасьевича — Пётр (ок. 1813—?), Василий (ок. 1817—1887), Иван (1819—1886), Павел (ок. 1828—1872) и Николай (ок. 1839—1898) — стали священниками.
В 1845 году окончил XVIII курс Санкт-Петербургской духовной семинарии.
Был женат на дочери первого ключаря царскосельского Екатерининского собора Феодора Васильевича Сильницкого, Анне Фёдоровне (ок. 1827—1908). Их дети: Андрей (ок. 1847—1895), Александр, Владимир (1849—1861), Семён (1850—1861); Николай (1853—1861); Евгения (1854—1861); Валериан (1854—1941/1942), Анна (ок. 1864 — после 1881), Мария (ок. 1870 — после 1915).

## Служба
Во священника он был рукоположен 27 ноября (9 декабря) 1846 года и назначен в Екатерининский собор, где служил его тесть.
С 27 декабря 1847 года — законоучитель Царскосельского приходского уездного училища; с 24 июня 1853 года — законоучитель Царскосельского детского приюта; 15 сентября 1856 года он был назначен духовником царскосельских арестантов; также преподавал им Закон Божий по особо утверждённой программе, изложенной в указе духовной консистории от 2 февраля 1870 года. С 22 февраля 1865 года — постоянный депутат при Царскосельских присутственных местах по делам, касающихся духовного звания.
С 12 декабря 1865 года — ключарь собора, а с 18 апреля 1870 года — настоятель. Пользовался большим уважением среди царскосельского духовенства и прихожан.
В 1869 году, по требованию Санкт-Петербургского окружного суда, был назначен «для исполнения по городу Царское Село духовных обязанностей по приводу к присяге и чинению увещаний по уголовным делам от присяжных заседателей и свидетелей». Со 2 сентября 1870 года по март 1878 года состоял законоучителем Николаевской Царскосельской гимназии, а с 1872 года служил также и в её церкви.
Скончался скоропостижно 10 (22) сентября 1883 года во время всенощного бдения в алтаре, после чтения Евангелия. Похоронен на Казанском кладбище в Царском Селе.

## Награды, знаки отличия

### Церковные, богослужебные награды
- архипастырское благословение за обращение из раскола купца Иванова (23.4.1848);
- набедренник «за усердное прохождение законоучительства» (3.4.1850);
- архипастырское благословение «за ревностное исполнение возложенной должности и похвальное поведение» (16.4.1851);
- благословение Святейшего Синода (30.6.1854);
- бронзовый наперсный крест на Владимирской ленте в память войны 1853—1856 годов (1856);
- бархатная фиолетовая скуфья «за приведение в раскаяние арестанта Плетнёва, убийцы одного татарина» (20.1.1858);
- архипастырская благодарность «за ревностное и усердное прохождение духовничества и исходатайствование от Её Величества духовно-нравственных книг для арестантской библиотеки» (19.2.1860);
- бархатная фиолетовая камилавка (22.4.1860);
- наперсный крест от Святейшего Синода по случаю 25-летнего юбилея Царскосельского приюта (16.4.1868);
- благословение митрополита Исидора (Никольского) «за пожертвование деревьев и кустарников для сада Александро-Невского дома призрения бедных духовного звания» (22.2.1870);
- сан протоиерея (18.4.1870);
- благодарность от главного священника протопресвитера Василия Бажанова «за составление и прекрасное описание Царскосельского военного Софийского собора» (1882).

### Светские награды
- благодарность министра народного просвещения «за хорошие успехи учеников Царскосельского уездного училища в Законе Божием» (20.6.1853);
- Высочайшая благодарность за сочинение «Крестный ход в городе Царское Село 5-го июля бывающий каждогодно» (26.5.1854);
- Высочайше награжден золотыми часами с золотой цепочкой за сочинение «Крестный ход в городе Царское Село 5-го июля бывающий каждогодно» (5.7.1854);
- бронзовая Медаль «В память войны 1853—1856» на Андреевской ленте (1856);
- Высочайшая благодарность за проповедь в день коронования (15.4.1860);
- бриллиантовый перстень с рубинами из Кабинета Его Императорского Величества, по представлению Санкт-Петербургского военного губернатора князя А. А. Суворова, «за усердные и неутомимые в должности духовника и увещателя арестантов» (1863);
- серебряный знак члена Общества восстановления православного христианства на Кавказе 4-й степени на светлорозовой (лиловой) ленте (16.4.1864);
- Высочайшая благодарность «за 15-летние законоучительские труды в Царсосельском приюте» председательницей совета детских приютов великой княгиней Александрой Петровной и принцем Петром Ольденбургским (5.11.1867);
- признательность Совета Приютов за безвозмездные законоучительские труды в Царскосельском приюте (2.6.1870);
- Высочайшее благоволение от императрицы Марии Александровны «за законоучительство в Царскосельском детском приюте» (18.8.1879);
- орден Святого Владимира 4-й степени (18.4.1881).

## Сочинения
- Крестный ход в Царском селе, ежегодно 5 июля совершаемый с образом Знамения Божией Матери. — СПб., 1854.
- Слово, произнесенное в Царскосельском Екатерининском соборе 26 сентября 1859 года по случаю освящения ризы на икону Богоматери Владимирской. — СПб., 1859.
- Надгробная речь при гробе девицы Екатерины Николаевны Болдыревой, умершей 15 июля 1867 года, говоренная при последней панихиде. — [Царское село], 1867.
- Речь перед погребением сельского священника Кузьминской (близ Царского села) церкви отца Антония Игнатьева. — СПб., 1870.